# Hydrelia intermedia
Hydrelia intermedia là một loài bướm đêm trong họ Geometridae.